# Édouard Timbal-Lagrave
Édouard Timbal-Lagrave (Grisolles, Tarn y Garona, 4 de marzo de 1819 - 1888) fue un botánico francés.

## Algunas publicaciones
- 1875. Reliquiae Pourretianae. Toulouse, Soc. des Sciences Physiques et Naturelles, 150 pp.
- Marçais, E; PME Timbal-Lagrave. 1890. Liste des plantes phanérogames, filicinées et characées observées par les membres de la Société Française de Botanique dans les environs du Mont-Dore. Bev. Bot. 8: 547-578

- La abreviatura «Timb.-Lagr.» se emplea para indicar a Édouard Timbal-Lagrave como autoridad en la descripción y clasificación científica de los vegetales.[1]